# Robert Halef
Ej att förväxla med kommunfullmäktigeledamoten i Södertälje, Robert Halef (S), f. 1967.
Robert Halef, född 1 mars 1964 i Midyat i Turkiet, är en svensk politiker (kristdemokrat). Han var ordinarie riksdagsledamot 2010–2022, invald för Stockholms kommuns valkrets (2010–2014) och Stockholms läns valkrets (2014–2022). Halef är kommunalpolitiker i Södertälje och ledamot i det kommunala fastighetsbolaget Telge Fastigheter.

## Politisk verksamhet
År 2002 valdes Halef till gruppledare för Kristdemokraterna i Södertälje kommun. I kommunalpolitiken har han bland annat engagerat sig för att det assyrisk-syrianska folkmordet ska uppmärksammas. År 2009 motionerade han om att Södertälje och den syriska staden Al-Qamishli borde inleda ett vänortsförhållande, ett förslag som kom att mötas av hård kritik med hänvisning till den rådande politiska situationen i landet. Förslaget stöddes av de båda Södertäljebiskoparna, Abdulahad Shabo och Benyamen Atas, vilka menade att Syrien inte var någon diktatur och att man skulle vara positiv till vänortsidén. Motionen avslogs senare.
Halef var i riksdagen suppleant i finansutskottet, justitieutskottet, trafikutskottet, utrikesutskottet och EU-nämnden. Han var partiets talesman i handelspolitik och i frågor rörande kristna minoriteter. I riksdagen har han bland annat motionerat om ökat internationellt samarbete vid flyktingkatastrofer och att Sverige genom Forum för levande historia ska anordna en konferens för ökad tolerans och emot folkmord. Han har även engagerat sig i frågan om att hyresrätter lättare skall kunna ombildas till bostadsrätter och att straffen för bostadsinbrott ska skärpas. År 2013 tog han initiativet till ett seminarium i riksdagens lokaler under temat Rädda kyrkan i Syrien.

## Utanför politiken
Halef är utbildad tandtekniker. Han tillhör den kristna syrianska minoriteten i Sverige. Han har tidigare spelat i A-laget i Syrianska FC. Halef är också engagerad i syrianska organisationer i Sverige. Han har varit ordförande för Syriska riksförbundet i Sverige.
Halef blev i september 2020 i en hemlig polisrapport utpekad för att ha nära anknytning till en kriminell klan med säte i Södertälje, avslöjad av Aftonbladet.